# Emil Heinrich Diehl
Emil Heinrich Diehl (20 février 1891 - 4 novembre 1933) est un homme politique allemand. Membre du NSDAP, il fut élu au Parlement prussien en 1932.

## Biographie
Emil Heinrich Diehl naît le 20 février 1891, à Metz, une ville de garnison animée d'Alsace-Lorraine. Il prend part, comme simple soldat, à la Première Guerre mondiale. Diehl reçoit alors les Croix de fer, de seconde classe, puis de première classe, pour ses actions.
Après guerre, Emil Diehl reprend ses études en médecine, pour se spécialiser en pédiatrie. Dans les années 1920, il exerce à Krefeld dans le land de Rhénanie-du-Nord-Westphalie, avant de devenir membre du Comité de Santé publique prussien.
Déjà Standartenführer dans les SA, Diehl rejoint le NSDAP sous la République de Weimar. NSDAP-Ortsgruppenleiter à Krefeld en 1930 et 1931, il est ensuite chargé de la propagande à Düsseldorf, où il est nommé Commissaire pour les questions culturelles. 
En 1932, Diehl est élu au "Preußischer Landtag"", le Parlement prussien, où il siège pour le NSDAP jusqu’à la dissolution du Parlement, en octobre 1933. Le 4 novembre 1933, au retour d'une réunion électorale, Diehl décède officiellement dans un « accident de voiture ».

## Sources
Ernst Kienast (dir.): Handbuch für den Preußischen Landtag, Ausgabe für die 5. Wahlperiode, Berlin, 1933 (p. 317).